# La Rage de survivre
Pour plus de détails, voir Fiche technique et Distribution.
La Rage de survivre (titre original : Rage) est un film mexicano-américain de Gilberto Gazcón sorti en 1966.

## Synopsis
Le docteur Reuben vit tel un ermite dans un petit village bordant la frontière mexicaine. Un jour, il est mordu par un chien enragé qui a déjà causé une victime. Se rendant compte qu'il ne reste plus beaucoup de temps à vivre, Reuben tente par tous les moyens d'atteindre l'hôpital le plus proche...

## Fiche technique
- Titre original : Rage
- Réalisation : Gilberto Gazcón
- Scénario : Teddi Sherman, Gilberto Gazcón et Fernando Méndez, d'après une histoire de Jesús Velásquez, Guillermo Hernández et Gilberto Gazcón
- Directeur de la photographie : Rosalio Solano
- Montage : Carlos Savage et Walter Thompson
- Musique : Gustavo César Carrión
- Costumes : Mario Huarte
- Production : Gilberto Gazcón
- Genre : thriller
- Pays :  Mexique,  États-Unis
- Durée : 103 minutes (1 h 43)
- Dates de sortie :
  -  États-Unis : 30 novembre 1966 (Boston)
  -  Mexique : 23 février 1967
  -  France : 2 février 1968
- Affiche : Jean Mascii (France)

## Distribution
- Glenn Ford (VF : Claude Dasset) : le Dr Reuben
- Stella Stevens : Perla
- David Reynoso (en) (VF : Georges Aminel) : Pancho
- Armando Silvestre (VF : Dominique Paturel) : Antonio
- Ariadna Welter : Blanca
- Darcia Gonzalez (VF : Arlette Thomas) : Maria
- Pancho Cordova : le vieil homme
- David Silva : le chauffeur de bus
- Quintin Bulnes (VF : Serge Lhorca) : José
- José Elias Moreno (VF : Jean-Henri Chambois) : Fortunato (non crédité)